# Libro de Exeter
El Libro de Exeter, catalogado como MS 3501 en la Biblioteca de la Catedral de Exeter y también conocido como Codex Exoniensis, es un libro o códice del siglo X que contiene una antología de poesía anglosajona. Es uno de los cuatro grandes códices de la literatura anglosajona, junto con el Libro de Vercelli, el Códice Nowell y el Manuscrito Junius. El libro fue donado a la biblioteca de la Catedral de Exeter por Leofric, obispo de Exeter, en 1072. Se cree que en origen tuvo 131 hojas, de las cuales las ocho primeras fueron reemplazadas por otras y las originales se perdieron. El libro de Exeter es la mayor colección que se conoce de literatura en idioma anglosajón. Su relevancia es tan grande que la Unesco lo ha reconocido como «uno de los artefactos culturales más importantes del mundo».

## Historia
El libro de Exeter es generalmente reconocido como uno de los grandes trabajos del renacimiento benedictino inglés del siglo X. Las fechas exactas en que fue escrito y recopilado se desconocen, aunque se ha propuesto un arco temporal que oscila entre 960 y 990. Durante ese periodo se vivió un auge en la actividad y productividad monástica bajo la renovada influencia de los principios y normas benedictinas. Al inicio de este periodo, aumentó la importancia de Dunstán dentro de la iglesia y el reino de Inglaterra, culminando con su nombramiento como arzobispo de Canterbury bajo el reinado de Edgar, con lo cual inició la reforma monástica que caracteriza a esta etapa. Dunstán murió en 998 y al final de ese siglo la Inglaterra del rey Etelredo tuvo que encarar unas incursiones escandinavas cada vez más atrevidas, a las que finalmente sucumbiría. 
La herencia del libro de Exeter se ha rastreado hasta 1072, año de la muerte de Leofric, obispo de Exeter. Entre los tesoros que poseyó, según se enumeran en su testamento, estaba «un gran libro inglés de obras poéticas sobre todo tipo de cosas». Se supone que ese libro es el Códice de Exeter que se conserva hoy. En el siglo XVI, el anticuario y erudito Laurence Nowell le añadió al manuscrito algunas notas al margen, como también hizo el teólogo George Hickes en el siglo XVII.

## Contenido
- Christ I, II, III
- Guthlac A and B
- Azarias
- The Phoenix
- Juliana
- The Wanderer
- The Gifts of Men
- Precepts
- The Seafarer
- Vainglory
- Widsith
- The Fortunes of Men
- Maxims I
- The Order of the World
- The Rhyming Poem
- The Panther
- The Whale
- The Partridge
- Soul and Body II
- Deor
- Wulf y Eadwacer
- Adivinanzas 1-59
- The Wife's Lament
- The Judgment Day I
- Resignation
- The Descent into Hell
- Alms-Giving
- Pharaoh
- The Lord’s Prayer I
- Homiletic Fragment II
- Adivinanza 30b
- Adivinanza 60
- The Husband's Message
- The Ruin
- Adivinanzas 61-95

### Las adivinanzas
Entre los diversos textos del Libro de Exeter, se encuentran más de noventa adivinanzas. Están escritas en el estilo de la poesía anglosajona y tocan diversos temas que van desde lo religioso a lo mundano. Algunas tienen un doble sentido, como la Adivinanza 25.

### Las elegías
El Libro de Exeter contiene los poemas anglosajones conocidos como Elegías: The Wanderer (El vagabundo, fol. 76b - fol. 78a); The Seafarer (El marinero, fol. 81b - fol. 83a); The Riming Poem (El poema rimado, fol. 94a - fol. 95b); Deor (fol. 100a - fol. 100b), Wulf y Eadwacer (fol. 100b - fol. 101a); The Wife's Lament (El lamento de la esposa, fol. 115a - fol. 115b); The Husband's Message (El mensaje del marido, fol. 123a - 123b) y The Ruin (La ruina, fol. 123b - fol. 124b). El término elegía puede resultar confuso debido a su distinto significado en diferentes épocas y culturas, pero de acuerdo con la definición que da Anne Klinck en su libro The Old English Elegies (Las elegías anglosajonas), estas son: «Un género que debería concebirse, pensamos, como una colección de obras literarias basadas, teóricamente, tanto en la forma externa (metro o estructura específica) como también en la forma interna (actitud, tono, propósito, sujeto y audiencia)». Con respecto a las elegías del Libro de Exeter, este término puede ampliarse para incluir «cualquier poema meditativo serio». Los poemas incluidos en este libro comparten temas comunes sobre anhelo, soledad, dolor y el paso del tiempo.

## Facsímiles y ediciones

### Facsímiles
- Chambers, R W; Förster, Max; Flower, Robin (1933). The Exeter book of Old English poetry. Londres: P. Lund, Humphries. OCLC 154109449.

### Ediciones: solo texto anglosajón
- Krapp, George Philip; Dobbie, Elliot Van Kirk, eds. (1936). The Exeter Book. The Anglo-Saxon Poetic Records III. Nueva York: Columbia University Press. ISBN 0-231-08767-5.
- Muir, Bernard J., ed. (2000). The Exeter anthology of Old English poetry: an edition of Exeter Dean and Chapter MS 3501 (2ª edición). Exeter: University of Exeter Press. ISBN 0-85989-630-7.

### Ediciones: texto anglosajón y traducción
- Thorpe, Benjamin (1842). Codex exoniensis. A collection of Anglo-Saxon poetry, from a manuscript in the library of the dean and chapter of Exeter. Londres: Sociedad de Anticuarios de Londres. OCLC 562461120.
- Matto, Michael; Delanty, Greg (2011). The Word Exchange. Nueva York: W. W. Norton & Co. ISBN 0393342417.

### Ediciones: solo traducción
- Crossley-Holland, Kevin (1982). The Anglo-Saxon World. Oxford: Oxford University Press. ISBN 978-0-19-953871-3. (Antología de poesía y prosa anglosajona, incluyendo poemas del Libro de Exeter)

- Crossley-Holland, Kevin (2008). The Exeter Book Riddles. Londres: Enitharmon Press. ISBN 978-1-904634-46-1. (Solo contiene adivinanzas)